# Weidigt (Adorf/Vogtl.)
Weidigt ist eine Häusergruppe bei Adorf/Vogtl. im sächsischen Vogtlandkreis.

## Geographie
Die Streusiedlung Weidigt liegt auf rund 522 m westlich von Adorf an einer Stichstraße südlich des Bergener Weges nach Bergen im Westen und etwa 500 m östlich von Freiberg. Bei Weidigt entspringt der Weidigtbach.

## Geschichte
Spätestens 1791 wurde Weidigt bereits unter diesem Namen dem Rittergut Freiberg (oberen Teils) zugeordnet. Seit 1752 war Weidigt nach Adorf gepfarrt. Weidigt gehörte zu den Ämtern Plauen (1791, 1816) und Voigtsberg (1843) im Vogtländischen Kreis und später dem Gerichtsamt Adorf, der Amtshauptmannschaft Oelsnitz sowie dem (Land-)Kreis Oelsnitz, bis dieser im Vogtlandkreis aufging.
| Jahr          | 1834 | 1871 | 1890 |
| ------------- | ---- | ---- | ---- |
| Einwohnerzahl | 89   | 144  | 94   |

## Belege
1. ↑  Rittergüter und Schlösser im Königreiche Sachsen: Freiberg (Vogtland) – Wikisource. Abgerufen am 18. Dezember 2023.
2. 1 2  Weidigt – HOV | ISGV. Abgerufen am 18. Dezember 2023.